# Åshammars IK

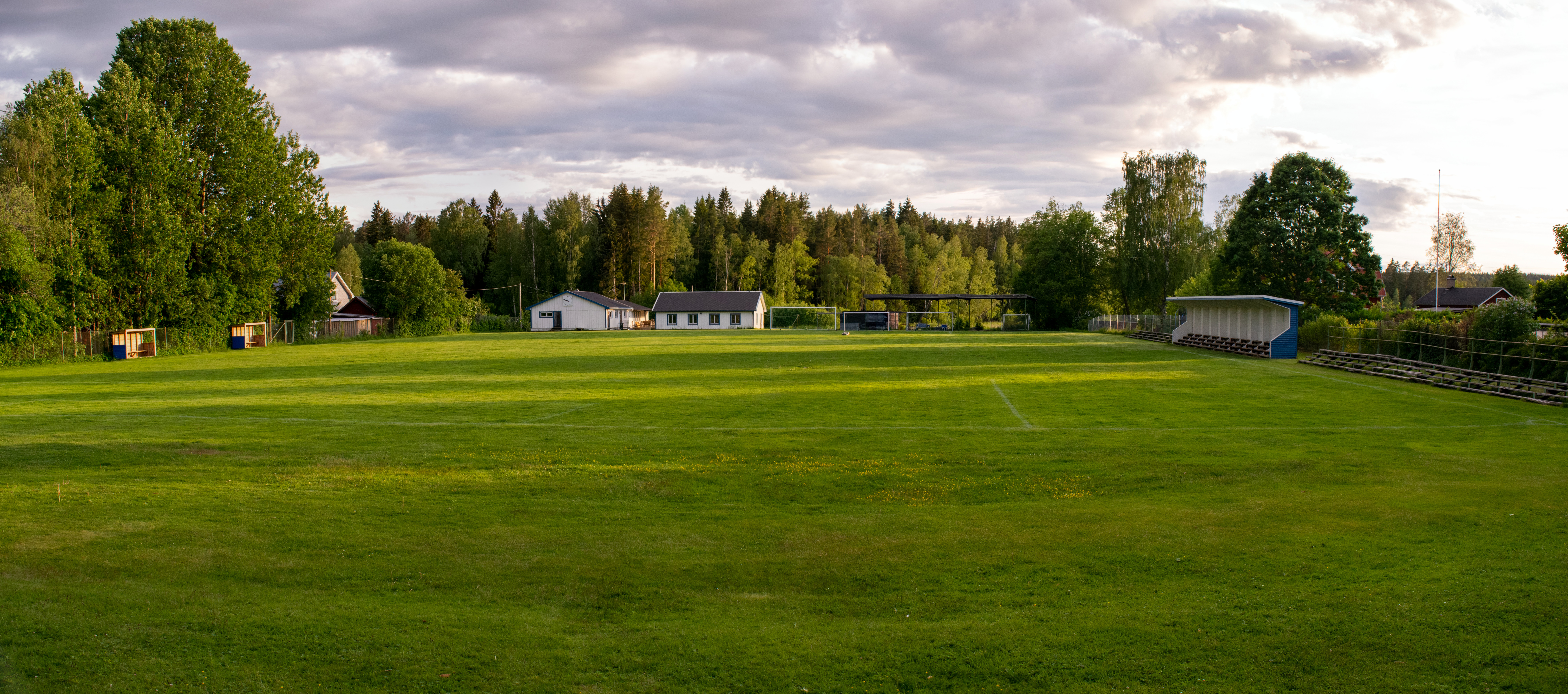
Klubbens hemmaplan Alsjövallen

Åshammars IK är en idrottsklubb från Åshammar, Sandvikens kommun. 
Klubben har sektioner inom fotboll, skidåkning och gymnastik. Klubben spelade en säsong i Sveriges näst högsta division i fotboll 1968.  Laget lyckades slå IK Brage borta med 5-2 och Hammarby IF hemma med 1-0, men åkte sedan ur serien.